# Henri Charles Timoléon du Parc
Pour les articles homonymes, voir Du Parc.
Henri Charles Timoléon du Parc, est un homme politique français né le 6 novembre 1796 à Bayreuth (Allemagne) et mort le 13 janvier 1877 à Réville (Manche).

## Biographie
Henri du Parc est le fils de Constantin du Parc de Barville. Marié à Anna de Montagu-Beaune, petite-fille du duc Jean-Louis-Paul-François de Noailles, il est le beau-père d'Édouard du Mesnildot.
Officier, il quitte l'armée en 1830. Maire de Réville, il est député de la Manche de 1849 à 1851, siégeant à droite, avec les monarchistes.
Il meurt en son château de Réville.

## Sources
- « Henri Charles Timoléon du Parc », dans Adolphe Robert et Gaston Cougny, Dictionnaire des parlementaires français, Edgar Bourloton, 1889-1891 [détail de l’édition]